# ザ・サーキット
『ザ・サーキット』は、1986年9月21日にセガ・エンタープライゼスから発売されたセガ・マークIII/セガ・マスターシステム対応のF1レースゲームである。ファミリーコンピュータの「F1レース」と同じ3D視点のレースゲームだが、マシンをパワーアップさせたり、コースエディットが出来たり、難易度がセレクト出来るのが特徴。

## 登場するサーキット（登場順）
- 富士スピードウェイ（日本）
- ザントフールト（オランダ）
- ポール・リカール（フランス）
- モスポート・パーク（カナダ）
- キャラミ（南アフリカ）
- エステルライヒリンク（オーストリア）
- ワトキンス・グレン（アメリカ）
- ハラマ（スペイン）
- アンダーストープ（スウェーデン）
- ロングビーチ（アメリカ）
- ブランズハッチ（イギリス）
- モンテカルロ（モナコ）